# Paramunna brevipes
Paramunna brevipes är en kräftdjursart som först beskrevs av Charles Spence Bate och John Obadiah Westwood 1868.  Paramunna brevipes ingår i släktet Paramunna och familjen Paramunnidae. Inga underarter finns listade i Catalogue of Life.